# Holomitrium borbonicum
Holomitrium borbonicum là một loài rêu trong họ Dicranaceae. Loài này được Hampe ex Besch. mô tả khoa học đầu tiên năm 1880.